# Kalla Kálmán
Kalla Kálmán (Budapest (Csepel), 1946. szeptember 24. –) konyhafőnök és szakíró. Volt a Duna InterContinentál Csárda, majd Bellevue éttermének konyhafőnöke, a Forum Hotel és kapcsolódó egységeinek exekutív séfje, a washingtoni magyar nagykövetség szakácsa, majd a privatizált Gundel étterem konyhafőnöke. 2006-os nyugdíjazása óta Sümegprágán (Veszprém vármegye) vezeti saját vendégházát.

## Életútja
Csepelen, egy mérnök és egy háztartásbeli második gyermekeként született. Anyai nagyapja Boróka József vendéglős, a budapesti Vértanúk terén egykor állt Unio kávéház, étterem és söröző bérlője volt.
Szakmai tanulmányait 1961-ben kezdte az Osváth utcai szakiskolában. A szakmai gyakorlatokat az államosítás után Duna szállóra keresztelt egykori Bristol Hotel konyháján végezte Eigen Egon konyhafőnök irányítása alatt. Segédként is a Dunában maradt egészen 1966-ig, amikor az akkori NDK-ba, Jénába ment gyakornoknak. Innét visszatérve a Royal szálló konyháján helyezkedett el, majd balatoni éttermekben dolgozott.
Eigen hívására az újranyitó Margitszigeti Nagyszálló séfhelyettesi posztját töltötte be 1968-tól egy évig, amikor is Eigen gyakorlatilag a teljes konyhai vezérkarral az új Duna InterContinentálba távozott, magával víve Kallát is, aki hamarosan a szálloda Csárda éttermének élén találta magát. Eigen halála után Gullner Gyula lett az exekutív konyhafőnök, Kalla pedig 1975-től a Bellevue étterem vezetését vette át.
1980-ban az InterContiental addigi igazgatóhelyettesét, Niklai Ákost nevezték ki az épülő Forum Hotel igazgatójának, aki Kallát kérte fel a szálloda gasztronómiai kínálatának és konyhájának megtervezésére, majd vezetésére. A Forum és a kapcsolódó Gerbeaud cukrászda, valamint Gundel és Alabárdos étterem Magyarország akkori gasztronómiájának zászlóshajói voltak, melyek szakmai felügyeletét Kalla látta el. Egészen a rendszerváltásig maradt itt.
1990-ben az Antall-kormány Zwack Pétert nevezte ki washingtoni nagykövetnek, aki Kallát kérte fel a nagykövetség konyhájának vezetésére, ami után a Magyarország Nagykövetsége kedvelt kulináris célpont lett diplomáciai és politikai körökben.
Itt kereste meg Láng György azzal, hogy az általa társával közösen megvásárolt Gundel étterem konyhájának vállalja el a vezetését és az akkorra igencsak leharcolt Gundel nimbuszának helyreállítását. Egészen nyugdíjba-vonulásáig, 2006-ig volt itt konyhafőnök, ami alatt három könyvet is megjelentetett.
2006-óta a saját vendégházát üzemelteti feleségével és a fiával Sümegprágán.

## Családja
Fia Kalla Kálmán Richárd maga is szakács. 2021-ben a sümegi Terazza Bistro-Bár konyhafőnöke.
Testvére, Kalla János és családja Sümegprágán családi gazdaságot működtet, melyet halála óta Roland fia vezet és amely a nagybátyja konyháját is ellátja alapanyagokkal.

## Könyvei
- Gundel. Új magyar szakácskönyv; szerk., gasztronómiai esszék Halász Zoltán, bev. Láng György, ételfotó Csigó László; Pallas Stúdió, Bp., 1997
- Gundel nagy libamájas szakácskönyv; előszó Láng György, bev., szerk. Halász Zoltán, fotó Csigó László; Pallas Stúdió, Bp., 2001
- Ízekre szedem az életem; közrem. Halász Zoltán, fotó Körmendi Imre; Gundel Étterem, Budapest, 2006

## Kitüntetései
- 1988 Arany Sapka Díj (Magyar Szakácsok és Cukrászok Szövetsége)
- 1993 Venesz József-díj (MNGSZ)
- 1993 Európa-díj (Zürichben vehette át)
- 2007 Magyar Köztársaság Érdemrend Lovagkeresztje
- 2011 Kedvessy Nándor díj (Magyar Szarvasgombász Szövetség)
- 2012 Marencich Ottó-emlékplakett (MSZÉSZ)
- 2019 Kőrösi Csoma Sándor Életműdíj[5]